# Assisi
Assisi este un oraș aflat în centrul Italiei în apropierea orașului Perugia. Assisi face parte din Regiunea Umbria ce își are capitala în orașul Perugia.

## Importanță
Orașul este un important centru turistic și religios cunoscut mai ales că locul nașterii sfântului Francisc de Assisi.

## Atracții
Una dintre atracțiile orașului este bazilica San Francesco construită între anii 1228 și 1253. Bazilica a fost puternic lovită de două cutremure ce au lovit Umbria în anul 1997. Alte monumente religioase sunt bazilica Sf. Clara (1257-1265) și catedrala San Rufino.

## Demografie
Assisi - evoluția demografică

|  | Graficele sunt indisponibile din cauza unor probleme tehnice. Mai multe informații se găsesc la Phabricator și la wiki-ul MediaWiki. |

Date: Recensăminte sau birourile de statistică - grafică realizată de Wikipedia